# Coleonyx brevis
Coleonyx brevis é uma espécie de lagarto da família Gekkonidae encontrado no sul dos Estados Unidos da América e norte do México. Possuem hábitos noturnos e alimentação carnívora, alimentando-se de pequenos insetos, aracnídeos e outros invertebrados. Levam uma vida solitária, mas podem se comunicar com seus semelhantes através de sons.